# Fernão Mendes II de Bragança
Fernão Mendes II de Bragança, O Bravo (c.1095 - c.1160) foi um fidalgo medieval do Reino de Portugal tendo sido tenente das terras de Chaves e a partir de 1128 até 1145 governador das terras de Bragança. Foi talvez o mais célebre membro da sua família, ficando conhecido sobretudo pelos seus atos violentos, bastante ressaltados no Livro de Linhagens do Deão. Em oposição, é também a ele que Portugal deve a posse da maior parte da região de Trás-os-Montes.

## Primeiros anos
Possivelmente nascido por volta de 1095, Fernão Mendes II surge pela primeira vez na documentação em 1124, num documento de 25 de julho, no qual testemunha uma doação da rainha Teresa de Portugal à Sé de Braga. Fernão era filho de Mem Fernandes de Bragança, e Sancha Viegas de Baião, pertencendo desta forma a uma das notáveis linhagens do Reino de Portugal, a Casa de Bragança. Esta família reveste-se de especial importância, pois, e a acreditar nos Livros de Linhagens, o avô homónimo de Fernão teria casado com uma infanta filha de Afonso VI de Leão, dando-lhe desta forma um poder equiparável ao do seu suposto cunhado Henrique de Borgonha.
Terá casado cedo (uma vez que já se encontra viúvo em 1130) com a sua primeira esposa, Teresa Soares da Maia, filha do também influente magnate Soeiro Mendes da Maia, talvez o mais poderoso senhor do seu tempo, chefe da
linhagem da Maia e grande apoiante do conde D. Henrique e da Rainha Dona Teresa. Fernão teve de Teresa toda a sua descendência.

## A política

### O governo da terra de Bragança
Desde 1128 que governa as terras de Bragança, que acumulou com as tenências régias de Chaves e Montenegro até 1148.
Fernão e os seus antepassados senhoreavam toda a margem esquerda do rio Douro, numa área que abrangia as atuais localidades de Vila Nova de Foz Côa e Figueira de Castelo Rodrigo. Este poder é confirmado pela sua aparente autonomização no governo das suas terras, dando foral (direito que em Portugal se reservava na sua maioria ao rei), a 25 de junho de 1130, e já viúvo, a Numão, acompanhado pelos filhos. Denota-se neste foral uma postura ainda vacilante entre os partidos português e leonês, uma vez que neste foral Fernão faz referência a Afonso VII de Leão junto a Afonso Henriques.
Fernão vai mais longe quando, em 1147, autoriza o rei a doar à Sé de Braga um casal coutado em Chaves. Volta a dar consentimento ao rei (que desta vez o explicita claramente) a dar carta de foral a  Freixo de Espada à Cinta, a 1 de janeiro de 1155 ou 1157. O próprio rei reconhecia desta forma o poder do seu cunhado nesta região.
Fernão também contribuiu para o povoamento das suas terras, como o demonstram as Inquirições de 1258, que o assinalam como povoador da vila de Santo Estêvão (na zona atual de Torre de Moncorvo). Aquela região ficaria mais tarde bastante associada às Ordens Templária e Hospitalária. Aliás, devem-se a Fernão e aos seus descendentes a grande implantação destas instituições na zona, através de várias doações, sendo a vila e igreja de S. Mamede de Mogadouro, e o castelo de Penas Róias (pelo próprio Fernão) apenas um exemplo.

### A união da linhagem e da terra de Bragança a Portugal
Foi talvez pouco depois de 1130 que se teria dado o famoso rapto da infanta de Portugal, Sancha, segundo os Livros de Linhagens (embora a veracidade deste ato seja disputada). Seja como for, é certo que Sancha se separa do seu anterior esposo, Sancho Nunes I de Barbosa, para se casar com Fernão Mendes. Afonso Henriques pretenderia desta forma garantir a fidelidade e o apoio de uma linhagem bastante influente e independente num vasto território na fronteira leonesa.
A estratégia matrimonial de Fernão Mendes parecia caminhar no mesmo sentido dos seus antepassados: unir-se cada vez mais a Portugal através de sucessivos casamentos com damas portuguesas. O mesmo para os irmãos de Fernão, que casaram no círculo português aliando-se a linhagens como os Cete-Urrô ou os de Ribadouro.
O casamento com Sancha teria sido o culminar de toda a estratégia e o símbolo da integração do território em Portugal. Apesar da importância e dos frutos políticos que deu, não resultou qualquer descendência deste matrimónio.
Tanto zelo e importância dada às suas terras leva a pensar que o primeiro sinal de uma integração definitiva surja por volta de 1138, num documento régio, confirmado por Fernão Mendes II, no qual a zona em questão está fora da circunscrição bragançã.

## Morte e posteridade
Fernão Mendes II falece por volta de 1160. A sua esposa ainda lhe sobreviveria alguns anos.

### Nos Livros de Linhagens
O Livro de Linhagens do Deão é o primeiro que lhe faz uma referência mais extensa, reportando vários episódios de violência extrema:
A acrescentar um episódio com o seu irmão Rui Mendes, com o qual teria feito um pacto de não agressão. O rompimento deste pacto pelo irmão levou a que Fernão simplesmente o matasse.

## Casamento e descendência
Fernão Mendes casou por duas vezes, a primeira com Teresa Soares da Maia, filha de Soeiro Mendes da Maia, de quem teve:
- D. Pedro Fernandes de Bragança,  casou com Fruilhe Sanches de Barbosa, filha de Sancho Nunes de Celanova e de Sancha Henriques, infanta de Portugal.[8]
- D. Mem Fernandes II de Bragança.[8]

Depois da morte de sua primeira esposa antes de 1130, casou antes de 1147 com Sancha Henriques de Portugal, filha de Teresa de Leão e do Conde D. Henrique. Do segundo casamento não teve filhos.